# Liste der Wappen in der Provinz Cremona
Die Liste der Wappen in der Provinz Cremona beinhaltet alle in der Wikipedia gelisteten Wappen der Orte in der Provinz Cremona in der Region Lombardei in Italien. In dieser Liste werden die Wappen mit dem Gemeindelink angezeigt. 

## Wappen der Provinz Cremona

Provinz Cremona
Lage der Provinz in Italien

## Wappen der Gemeinden der Provinz Cremona

Acquanegra Cremonese
Agnadello
Annicco
Azzanello
Bagnolo Cremasco
Bonemerse
Bordolano
Ca’ d’Andrea
Calvatone
Camisano
Campagnola Cremasca
Capergnanica
Cappella Cantone
Cappella de’ Picenardi
Capralba
Casalbuttano ed Uniti
Casale Cremasco-Vidolasco
Casaletto Ceredano
Casaletto Vaprio
Casaletto di Sopra
Casalmaggiore
Casalmorano
Castel Gabbiano
Casteldidone
Castelleone
Castelverde
Castelvisconti
Cella Dati
Chieve
Cicognolo
Cingia de’ Botti
Corte de’ Cortesi con Cignone
Corte de’ Frati
Credera Rubbiano
Crema
Cremona
Vaiano Cremasco
Cremosano
Crotta d’Adda
Cumignano sul Naviglio
Derovere
Dovera
Drizzona
Fiesco
Formigara
Gabbioneta-Binanuova
Gadesco-Pieve Delmona
Genivolta
Gerre de’ Caprioli
Gombito
Grontardo
Grumello Cremonese ed Uniti
Gussola
Isola Dovarese
Izano
Madignano
Malagnino
Martignana di Po
Monte Cremasco
Montodine
Moscazzano
Motta Baluffi
Offanengo
Olmeneta
Ostiano
Paderno Ponchielli
Palazzo Pignano
Pandino
Persico Dosimo
Pescarolo ed Uniti
Pessina Cremonese
Piadena
Pianengo
Pieranica
Pieve San Giacomo
Pieve d’Olmi
Pozzaglio ed Uniti
Quintano
Ricengo
Ripalta Arpina
Ripalta Cremasca
Ripalta Guerina
Rivarolo del Re ed Uniti
Rivolta d’Adda
Robecco d’Oglio
Romanengo
Salvirola
San Bassano
San Daniele Po
San Giovanni in Croce
San Martino del Lago
Scandolara Ravara
Scandolara Ripa d’Oglio
Sergnano
Sesto ed Uniti
Solarolo Rainerio
Soresina
Sospiro
Soncino
Pizzighettone
Spinadesco
Spineda
Spino d’Adda
Stagno Lombardo
Ticengo
Torlino Vimercati
Tornata
Torre de’ Picenardi
Torricella del Pizzo
Trescore Cremasco
Trigolo
Vailate
Vescovato
Volongo
Voltido